# Helsingin Uimarit
Helsingin Uimarit (HU) är en simförening i Helsingfors, Finland som grundades 1916. 2009 finns det 300 simmare i olika grupper och simskolor i HU. Dessutom tävlingssimning och konstsimgrupper. HU har varit den bästa klubben i finska mästerskapen 28 gånger.